# Hjørring Baptistkirke
57°27′42.26″N 9°59′7.19″Ø / 57.4617389°N 9.9853306°Ø
Hjørring Baptistkirke er en kristen frikirke, som er beliggende på Sct. Olai Plads i centrum af Hjørring.
Kirken er en del af Baptistkirken i Danmark.